# Geoff Muldaur
Geoff Muldaur (Pelham, 1943. augusztus 12. –), amerikai énekes, gitáros, zeneszerző.

## Pályafutása
Tinédzser korában New Yorkba költözött és dzsesszklubot látogatott. Lead Belly előadását, folk- és a country blues zenét hallgatott. A Bostoni Egyetemen tanult, ahol  felfedezte magának a helyi népzenét is. Ezután egy évig New Orleansban élt és autostopppal bejárta az Egyesült Államokat.
1963-ban jelent meg  első lemeze. Nem sokkal később a Jim Kweskin Jug Band tagja lett, ami a korabeli meglehetősen merev folkzenei felfogást igyekezett megfrissíteni. A Kweskin Band felbomlása után két sikeres albumot adott ki együtt feleségével, Maria Muldaurral.
Néhány  szólóalbumot is kiadott.
Olyan híres zenészekkel dolgozott, mint Bonnie Raitt, Eric Von Schmidt, Jerry García, Bob Dylan, John Cale, David Lindley, Van Dyke Parks, Garth Hudson.
1981-ben eltűnt a zenei életből. A Hannibal cég ügyvezető igazgatója lett. Ez idő alatt dokumentumfilmekhez és reklámfilmekhez írt zenét. Olykor azért fellépett, például Newport Folk Festival 1985-ös feltámasztásakor.
Lánya, Clare Muldaur dalszerzőként követi.

## Lemezek
- Sleepy Man Blues ( 1964)
- Pottery Pie (1968)
- Sweet Potatoes (1972)
- 2nd Right 3rd Row (1972)
- Is Having a Wonderful Time (1975)
- Motion  (1976)
- Blues Boy (1979)
- Geoff Muldaur & Amos Garrett (1978)
- Live in Japan (1979)
- I Ain't Drunk (1980)
- The Secret Handshake (1998)
- Beautiful Isle of Somewhere (1999)
- Password (2000)
- Private Astronomy: A Vision of the Music of Bix Beiderbecke (2003)
- Texas Sheiks (2009)